# Luxdorph
Luxdorph (udtales Lyxdorf) er en uddød dansk adelsslægt tilhørende brev- og lavadelen.

## Våben
Skjoldet firdelt med purpurfarvet hjerteskjold, hvori tre opadvendte, gennem en guld krone stukne guld pile, i 1. og 4. felt et fra venstre frembrydende elefanthoved i blåt; i 2. og 3. felt 2 guld bjælker mellem 3 pælvis satte (seksoddede) guld stjerner i rødt. På hjelmen 2 jernklædte arme, holdende den af 3 guld pile gennemstukne krone.

## Historie
Slægten kan følges tilbage til Christen Pedersen, bonde på Løgstrupgård, Løgstrup, Fiskbæk Sogn, Nørlyng Herred, der levede i 2. halvdel af det 1500-tallet, og som i ægteskab med Kirsten Bollesdatter (død 1588) havde sønnen Bolle Christensen (1574-1623), der arvede den fædrene gård og var gift med Else Bertelsdatter (død 1653). Dette ægtepar havde sønnen Christen Bollesen (ca. 1615-1669), der i årene 1635-42 var slotsskriver, hvorefter han kom i Renteriet; 1646 var han forpagter af Abrahamstrup og blev 1651 forstander på Herlufsholm. Ved sin indskrivning ved Københavns Universitet i 1660 latiniserede sit navn "Løxdorphius".
Christen Bollesen havde i ægteskab med Maren Staphrophski (død 1689, begravet 22 januar 1690 i Trinitatis Kirke), datter af superintendent på Gulland, magister Oluf Fochsen Staphrophski af russisk adel, blandt flere børn følgende, som alle den 20. marts 1679 fik våbenbrev med navnet "Luxdorph": Oversekretær, ordenssekretær og ceremonimester Bolle Luxdorph (1643-1698) til Sørup, ritmester Holger Luxdorph, Else Luxdorph (1646-1722), som ægtede Willum Worm, samt vicelandsdommer Peder Luxdorph (1648-1702). Peder Luxdorphs linje uddøde på mandslinjen med sønnen Henrik Luxdorph (død 1738).
Bolle Luxdorph var fader til oberst Christian Luxdorph (1684-1726) til Mørup, som var fader til historikeren, gehejmeråd Bolle Willum Luxdorph (1716-1788), med hvem slægten uddøde på mandslinjen.